# Campionats del món de ciclisme en ruta de 1988
Els Campionats del món de ciclisme en ruta de 1988 es disputaren 28 d'agost de 1988 a Ronse, Bèlgica. Per culpa de la disputa dels Jocs Olímpics de Seül sols es disputen dues proves: la Cursa en línia masculina i la contrarellotge per equips femenina.

## Resultats
| Proves :                           | Or                                                                          | Or         | Argent                                                                                    | Argent | Bronze                                                                       | Bronze |
| Masculines                         |                                                                             |            |                                                                                           |        |                                                                              |        |
| Cursa en línia masculina detalls   | Maurizio Fondriest · Itàlia                                                 | 7h 02' 11" | Martial Gayant · França                                                                   | + 27"  | Juan Fernández · Espanya                                                     | + 41"  |
| Femenines                          |                                                                             |            |                                                                                           |        |                                                                              |        |
| Contrarellotge per equips femenins | Itàlia · Monica Bandini · Roberta Bonanomi · Maria Canins · Francesca Galli | -          | Unió Soviètica · Al·la Iàkovleva · Nadesja Kibardina · Svetlana Rojkova · Laima Zilporite | -      | Estats Units · Jeannie Golay · Phyllis Hines · Jane Marshall · Leslie Schenk | -      |

## Medaller
| Posició | País           | Or | Plata | Bronze | Total |
| 1       | Itàlia         | 2  | 0     | 0      | 2     |
| 2       | França         | 0  | 1     | 0      | 1     |
| 2       | Unió Soviètica | 0  | 1     | 0      | 1     |
| 4       | Estats Units   | 0  | 0     | 1      | 1     |
| 4       | Espanya        | 0  | 0     | 1      | 1     |
| Total   | Total          | 2  | 2     | 2      | 6     |